# Diamante (Entre Ríos)
Diamante é um município da província de Entre Ríos, na Argentina.